# Brienzer Rothorn
Brienzer Rothorn je vrchol dosahující výšky 2350 m n. m. na rozhraní kantonů Bern, Luzern a Obwalden v Alpách ve Švýcarku. Přímo pod vrcholem se rozprostírá jezero Brienzersee a samotná obec Brienz.

## Historie
Místo Brienz Rothorn bylo široce známé již před otevřením železnice na Rothorn. V roce 1829, v místě, kde se setkávají tři kantony (Bern, Luzern a Obwalden), byl osazen žulový kámen. Kromě Faulhorn byl již tehdy Rothorn jedním z nejznámějších vyhlídkových míst Berner Oberland.
Jak a kdy Rothorn dostal své jméno (což v němčině znamená „červený roh“, „červená trubka“), je nejisté. Podle legendy bylo místo pojmenováno roku 1380, kdy strážce foukal do rohu (trubky) tak silně, až zemřel a jeho roh se zbarvil krví.
Ve Švýcarsku jsou tři desítky pohoří s názvem „Rothorn“, 17 ve Valais a 11 v Berner Oberland.

Brienzer Rothorn
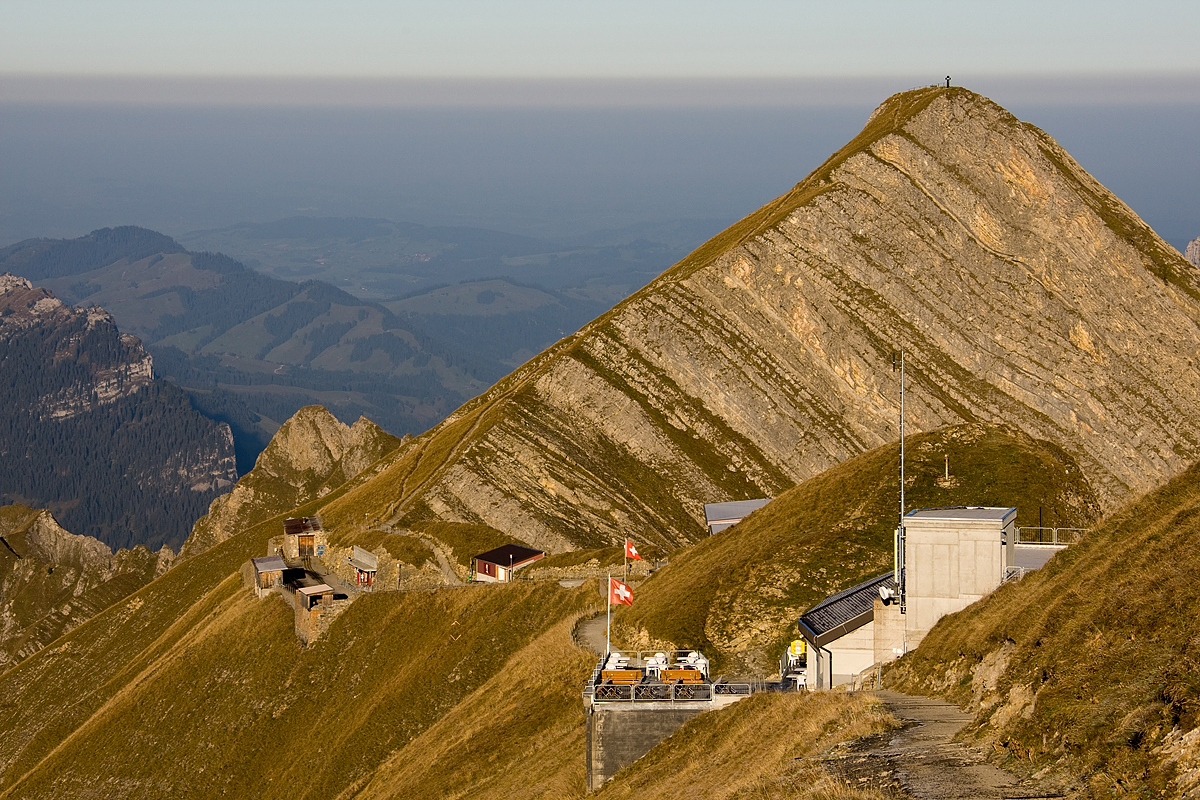
Vrchol
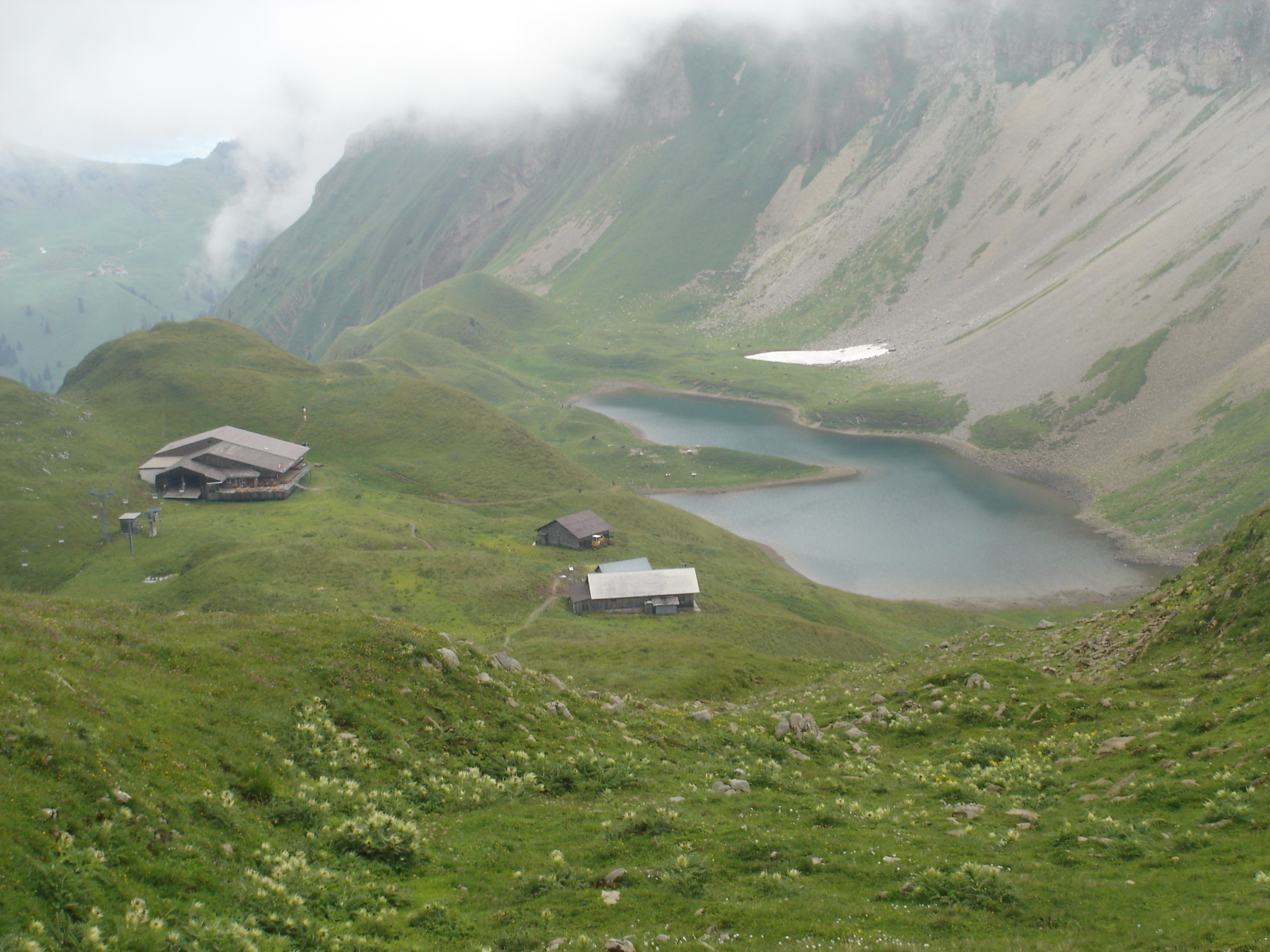
Horské oko
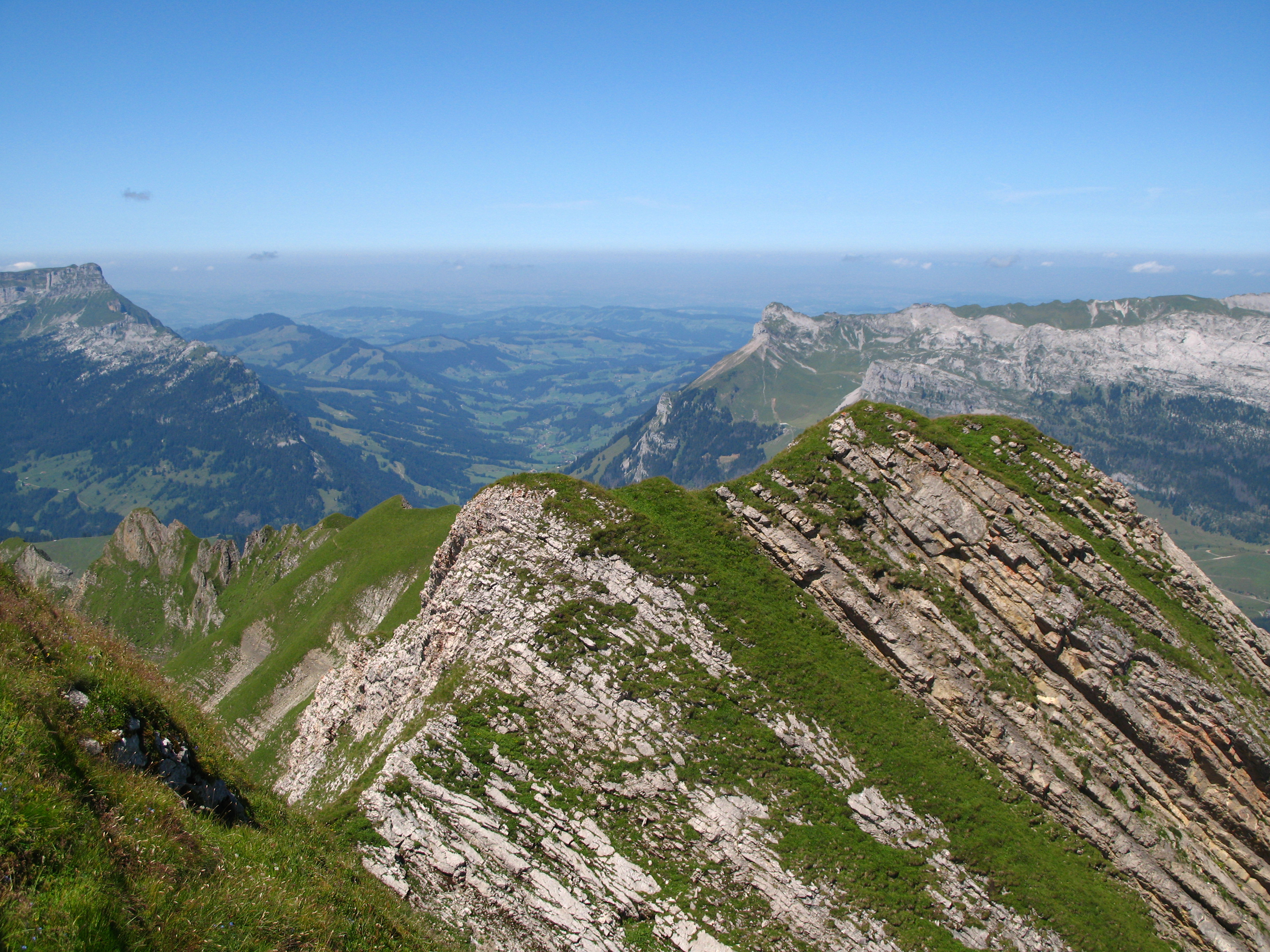
Okolní vrcholy
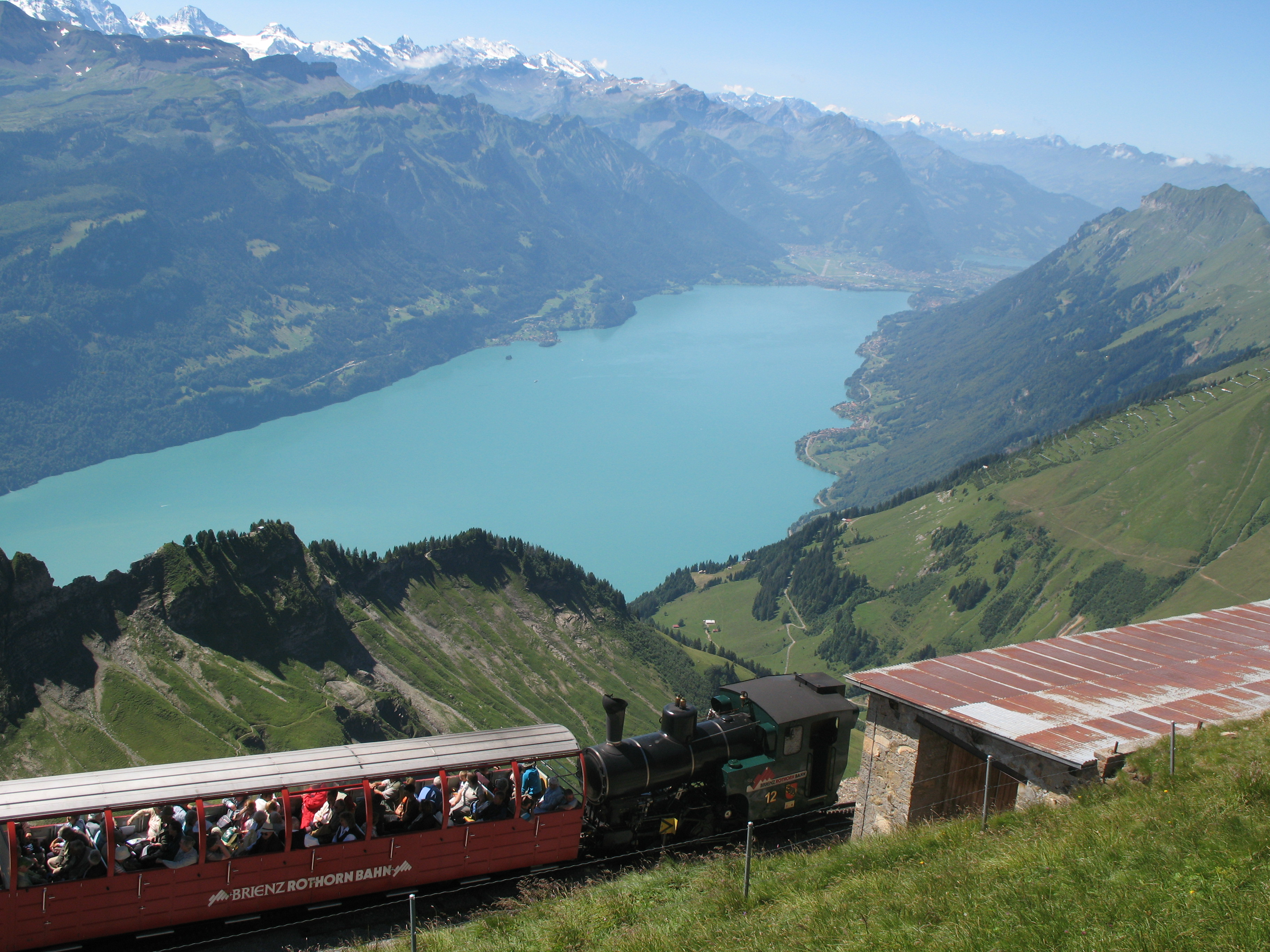
Pohled na jezero

## Turistika
Brienzer Rothorn je turisticky vyhledávané místo z kterého je možno zhlédnout okolní pohoří v kantonech Bern, Luzer a Obwalden.
Vrchol je dostupný celodenním pěším výstupem nebo pohodlně úzkorozchodnou parní ozubnicovou železnicí Brienz Rothorn Bahn.